# Episodi di A Discovery of Witches - Il manoscritto delle streghe (seconda stagione)
La seconda stagione della serie televisiva A Discovery of Witches - Il manoscritto delle streghe (A Discovery of Witches), composta da dieci episodi, è stata resa disponibile nel Regno Unito su Sky Box Sets e Now TV l'8 gennaio 2021 ed è andata in onda sul canale Sky One dall'8 gennaio al 12 marzo 2021.
In Italia, la stagione è stata trasmessa in prima visione sul canale satellitare Sky Atlantic dal 16 gennaio al 13 febbraio 2021.
| nº | Titolo originale | Pubblicazione UK | Prima TV Italia  |
| -- | ---------------- | ---------------- | ---------------- |
| 1  | Episode 1        | 8 gennaio 2021   | 16 gennaio 2021  |
| 2  | Episode 2        | 8 gennaio 2021   | 16 gennaio 2021  |
| 3  | Episode 3        | 8 gennaio 2021   | 23 gennaio 2021  |
| 4  | Episode 4        | 8 gennaio 2021   | 23 gennaio 2021  |
| 5  | Episode 5        | 8 gennaio 2021   | 30 gennaio 2021  |
| 6  | Episode 6        | 8 gennaio 2021   | 30 gennaio 2021  |
| 7  | Episode 7        | 8 gennaio 2021   | 6 febbraio 2021  |
| 8  | Episode 8        | 8 gennaio 2021   | 6 febbraio 2021  |
| 9  | Episode 9        | 8 gennaio 2021   | 13 febbraio 2021 |
| 10 | Episode 10       | 8 gennaio 2021   | 13 febbraio 2021 |